# Rosema eurytis
Rosema eurytis är en fjärilsart som beskrevs av Druce 1903. Rosema eurytis ingår i släktet Rosema och familjen tandspinnare. Inga underarter finns listade.